# شركة أوليمبوس
شركة أوليمبوس (بالإنجليزية: Olympus Corporation)‏ هي شركة متخصصة في صناعة منتجات البصريات والتصوير مقرها في شينجوكو في طوكيو في اليابان. تأسست في 12 أكتوبر 1919، وقد كانت في البداية متخصصة في صناعة المجاهر ومقاييس الحرارة.

## وصلات خارجية
- الموقع الإلكتروني